# Terròlas
Terròlas (en francès Terroles) és un municipi francès situat al departament de l'Aude i a la regió d'Occitània. L'any 1999 tenia 15 habitants.
L'església està parroquial dedicada a Sant Miquel. Hi ha explotacions de boscos.
Anomenada antigament Tarronis, Terrobis, Terolhas i Terolles. El seu nom francès de Terroles (o també Terrolles) és del 1781.